# Eupithecia expallidata
Eupithecia expallidata là một loài bướm đêm trong họ Geometridae.

## Hình ảnh

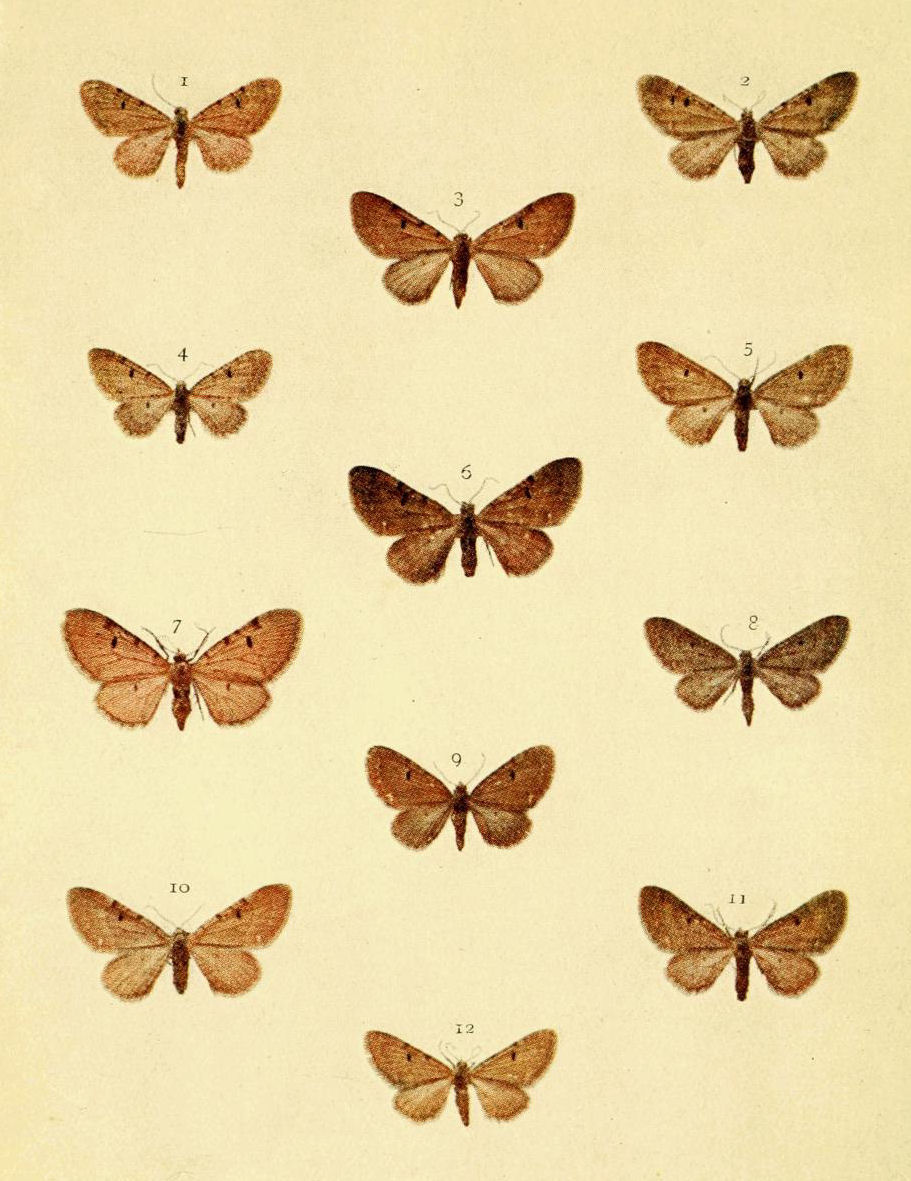